# 貞潔指環

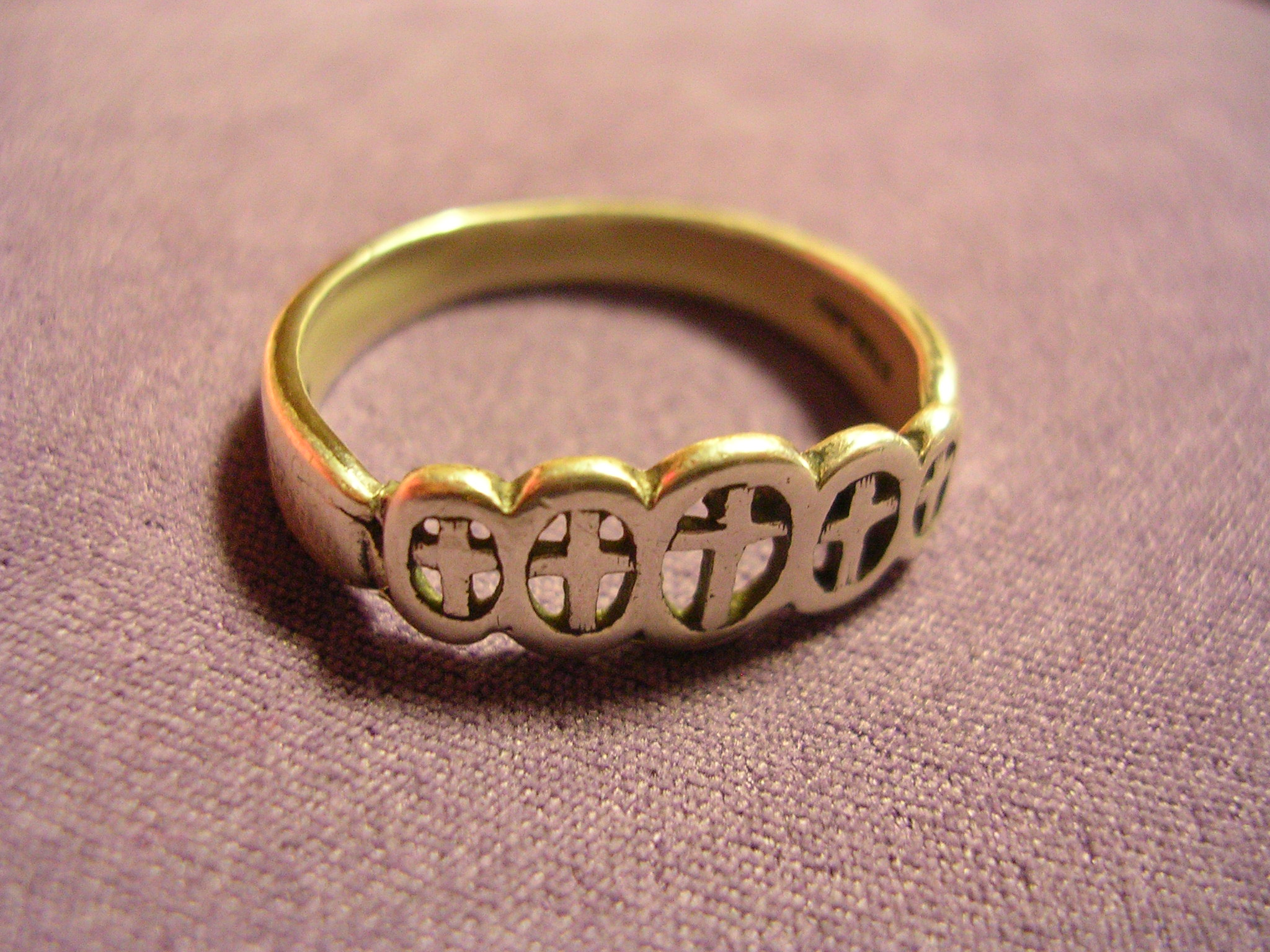
貞潔指環

貞潔指環是指環的一種。大約1990年在美國出現。主要是基督徒表明拒絕婚前性行為的象徵，多為父母在子女青春期或兒童時期贈送，通常戴於左手的環指，寓意佩戴人把自己的貞潔留到婚後，並用結婚戒指替代貞潔指環。佩戴了貞潔指環的人不一定可以拒絕婚前性行為，而且貞潔指環對佩戴者來說不是貞操的保證，但可以作為裝飾和明志的用意。

## 历史
在1990年代的美国，福音派提倡贞洁誓言和婚前贞洁，如真爱等待和银指环，提出使用贞洁指环作为承诺的象征。佩戴贞洁指环通常伴随着宗教誓言，如在结婚前实行禁欲。贞洁指环是禁欲性教育运动的一部分，旨在作为对他们贞洁誓言的物理提醒。
许多名人，如麦莉·赛勒斯、塞琳娜·戈麦斯、杰西卡·辛普森、乔丁·斯帕克斯、黛米·洛瓦托和乔纳斯兄弟，都佩戴了贞洁指环。

## 批评
哥伦比亚新闻社的大卫•巴里奥写道
在布什政府执政期间，促进禁欲和鼓励青少年签署贞洁誓言或佩戴贞洁指环的组织获得了联邦政府的拨款。银指环是宾夕法尼亚州一家福音派教会的附属公司。它从政府那里获得了100多万美元用于宣扬禁欲主义，并且在国内和国外出售它们的戒指。
2005年，马萨诸塞州的美国公民自由协会对这一决定提出指控，声称银指环计划没有确保其世俗性，因此参考第一修正案的条款，该计划没有资格获得联邦资金。